# السعيفة (المكلا)

تعديل مصدري - تعديل

السعيفة هي إحدى قرى عزلة المكلا بمديرية المكلا التابعة لمحافظة حضرموت، بلغ تعداد سكانها 85 نسمة حسب تعداد اليمن لعام 2004.